# Keresdrakon
Keresdrakon es un género extinto de pterosaurio pterodactiloideo tapejaromorfo que vivió durante el período Cretácico en Brasil. Solo se conoce a una especie, Keresdrakon vilsoni.

## Descubrimiento
En 1971, Alexandre Dobruski y su hijo João Gustavo Dobruski descubrieron un yacimiento fósil cerca de Cruzeiro do Oeste en el estado de  Paraná. Sin embargo, solo hasta 2011 los paleontólogos Paulo César Manzig y Luiz C. Weinschütz visitaron el yacimiento. Se determinó que había una capa de huesos con cientos de especímenes de un pterosaurio que fue nombrado en 2014 con el nombre de género Caiuajara. Entre estos restos había algunos huesos pertenecientes a una segunda especie de pterosaurio. Estos fósiles, tantos los de Caiuajara como del nuevo taxón, fueron preparados por el voluntario Vilson Greinert.
En 2019, la especie tipo Keresdrakon vilsoni fue nombrada y descrita por Alexander Wilhelm Armin Kellner, Luiz Carlos Weinschütz, Borja Holgado, Renan Alfredo Machado Bantim y Juliana Manso Sayão. El nombre del género combina la referencia a los Keres, espíritus malvados de la mitología griega, con el término griego drakon, "dragón". El nombre de la especie es en homenaje de Greinert. Ya que el nombre apareció en una publicación electrónica, se requirieron unos códigos de Life Science Identifier para validarlo. Estos son E26A65E0-2859-4CD3-B773-B99D568D366C para el género y 8358C917-6C12-4390-AAB8-37D82723BBCD para la especie.
El espécimen holotipo, CP.V 2069, fue hallado en la capa de huesos C, en una arenisca. En principio se creyó que los estratos en los cuales los fósiles fueron descubiertos pertenecían a la Formación Rio Paraná pero posteriormente fueron asignados a la Formación Goio-Erê. La edad de esta formación está en discusión; podría ser tan antigua como el Aptiense pero también tan reciente como el Campaniense. El holotipo consiste de un esqueleto parcial con cráneo. Incluye el hocico, un hueso cuadrado, mandíbulas, dos vértebras cervicales, cuatro vértebras dorsales, el esternón, costillas gastrales, la escápula derecha, dos húmeros, un radio, dos fémures, una tibia, el ilion izquierdo, el pubis derecho y el isquion izquierdo. El esqueleto no está articulado. Los huesos se preservaron en tres dimensiones en su mayoría, con poca compresión. Los restos corresponden a un individuo subadulto.

## Filogenia
El análisis filogenético publicado en la descripción determinó que Keresdrakon es un azdarcoideo tapejaromorfo, siendo el taxón hermano de resto de ese clado.

|  | Azhdarchidae      |
|  |                   |
|  | Chaoyangopteridae |
|  |                   |

|  | Thalassodromeus |
|  |                 |
|  | Tupuxuara       |
|  |                 |

|  | Eopteranodon              |
|  |                           |
|  | Sinopterus                |
|  |                           |
|  | "Huaxiapterus" benxiensis |
|  |                           |
|  | "Huaxiapterus" corollatus |
|  |                           |

|  | Caiuajara     |
|  |               |
|  | Europejara    |
|  |               |
|  | Tapejara      |
|  |               |
|  | Tupandactylus |
|  |               |

|  | Eopteranodon              |
|  |                           |
|  | Sinopterus                |
|  |                           |
|  | "Huaxiapterus" benxiensis |
|  |                           |
|  | "Huaxiapterus" corollatus |
|  |                           |

|  | Caiuajara     |
|  |               |
|  | Europejara    |
|  |               |
|  | Tapejara      |
|  |               |
|  | Tupandactylus |
|  |               |

|  | Eopteranodon              |
|  |                           |
|  | Sinopterus                |
|  |                           |
|  | "Huaxiapterus" benxiensis |
|  |                           |
|  | "Huaxiapterus" corollatus |
|  |                           |

|  | Caiuajara     |
|  |               |
|  | Europejara    |
|  |               |
|  | Tapejara      |
|  |               |
|  | Tupandactylus |
|  |               |

|  | Eopteranodon              |
|  |                           |
|  | Sinopterus                |
|  |                           |
|  | "Huaxiapterus" benxiensis |
|  |                           |
|  | "Huaxiapterus" corollatus |
|  |                           |

|  | Caiuajara     |
|  |               |
|  | Europejara    |
|  |               |
|  | Tapejara      |
|  |               |
|  | Tupandactylus |
|  |               |

|  | Eopteranodon              |
|  |                           |
|  | Sinopterus                |
|  |                           |
|  | "Huaxiapterus" benxiensis |
|  |                           |
|  | "Huaxiapterus" corollatus |
|  |                           |

|  | Caiuajara     |
|  |               |
|  | Europejara    |
|  |               |
|  | Tapejara      |
|  |               |
|  | Tupandactylus |
|  |               |

|  | Eopteranodon              |
|  |                           |
|  | Sinopterus                |
|  |                           |
|  | "Huaxiapterus" benxiensis |
|  |                           |
|  | "Huaxiapterus" corollatus |
|  |                           |

|  | Caiuajara     |
|  |               |
|  | Europejara    |
|  |               |
|  | Tapejara      |
|  |               |
|  | Tupandactylus |
|  |               |

|  | Eopteranodon              |
|  |                           |
|  | Sinopterus                |
|  |                           |
|  | "Huaxiapterus" benxiensis |
|  |                           |
|  | "Huaxiapterus" corollatus |
|  |                           |

|  | Caiuajara     |
|  |               |
|  | Europejara    |
|  |               |
|  | Tapejara      |
|  |               |
|  | Tupandactylus |
|  |               |

|  | Eopteranodon              |
|  |                           |
|  | Sinopterus                |
|  |                           |
|  | "Huaxiapterus" benxiensis |
|  |                           |
|  | "Huaxiapterus" corollatus |
|  |                           |

|  | Caiuajara     |
|  |               |
|  | Europejara    |
|  |               |
|  | Tapejara      |
|  |               |
|  | Tupandactylus |
|  |               |

|  | Thalassodromeus |
|  |                 |
|  | Tupuxuara       |
|  |                 |

|  | Eopteranodon              |
|  |                           |
|  | Sinopterus                |
|  |                           |
|  | "Huaxiapterus" benxiensis |
|  |                           |
|  | "Huaxiapterus" corollatus |
|  |                           |

|  | Caiuajara     |
|  |               |
|  | Europejara    |
|  |               |
|  | Tapejara      |
|  |               |
|  | Tupandactylus |
|  |               |

|  | Eopteranodon              |
|  |                           |
|  | Sinopterus                |
|  |                           |
|  | "Huaxiapterus" benxiensis |
|  |                           |
|  | "Huaxiapterus" corollatus |
|  |                           |

|  | Caiuajara     |
|  |               |
|  | Europejara    |
|  |               |
|  | Tapejara      |
|  |               |
|  | Tupandactylus |
|  |               |

|  | Eopteranodon              |
|  |                           |
|  | Sinopterus                |
|  |                           |
|  | "Huaxiapterus" benxiensis |
|  |                           |
|  | "Huaxiapterus" corollatus |
|  |                           |

|  | Caiuajara     |
|  |               |
|  | Europejara    |
|  |               |
|  | Tapejara      |
|  |               |
|  | Tupandactylus |
|  |               |

|  | Eopteranodon              |
|  |                           |
|  | Sinopterus                |
|  |                           |
|  | "Huaxiapterus" benxiensis |
|  |                           |
|  | "Huaxiapterus" corollatus |
|  |                           |

|  | Caiuajara     |
|  |               |
|  | Europejara    |
|  |               |
|  | Tapejara      |
|  |               |
|  | Tupandactylus |
|  |               |

|  | Eopteranodon              |
|  |                           |
|  | Sinopterus                |
|  |                           |
|  | "Huaxiapterus" benxiensis |
|  |                           |
|  | "Huaxiapterus" corollatus |
|  |                           |

|  | Caiuajara     |
|  |               |
|  | Europejara    |
|  |               |
|  | Tapejara      |
|  |               |
|  | Tupandactylus |
|  |               |

|  | Eopteranodon              |
|  |                           |
|  | Sinopterus                |
|  |                           |
|  | "Huaxiapterus" benxiensis |
|  |                           |
|  | "Huaxiapterus" corollatus |
|  |                           |

|  | Caiuajara     |
|  |               |
|  | Europejara    |
|  |               |
|  | Tapejara      |
|  |               |
|  | Tupandactylus |
|  |               |

|  | Eopteranodon              |
|  |                           |
|  | Sinopterus                |
|  |                           |
|  | "Huaxiapterus" benxiensis |
|  |                           |
|  | "Huaxiapterus" corollatus |
|  |                           |

|  | Caiuajara     |
|  |               |
|  | Europejara    |
|  |               |
|  | Tapejara      |
|  |               |
|  | Tupandactylus |
|  |               |

|  | Eopteranodon              |
|  |                           |
|  | Sinopterus                |
|  |                           |
|  | "Huaxiapterus" benxiensis |
|  |                           |
|  | "Huaxiapterus" corollatus |
|  |                           |

|  | Caiuajara     |
|  |               |
|  | Europejara    |
|  |               |
|  | Tapejara      |
|  |               |
|  | Tupandactylus |
|  |               |

|  | Thalassodromeus |
|  |                 |
|  | Tupuxuara       |
|  |                 |

|  | Eopteranodon              |
|  |                           |
|  | Sinopterus                |
|  |                           |
|  | "Huaxiapterus" benxiensis |
|  |                           |
|  | "Huaxiapterus" corollatus |
|  |                           |

|  | Caiuajara     |
|  |               |
|  | Europejara    |
|  |               |
|  | Tapejara      |
|  |               |
|  | Tupandactylus |
|  |               |

|  | Eopteranodon              |
|  |                           |
|  | Sinopterus                |
|  |                           |
|  | "Huaxiapterus" benxiensis |
|  |                           |
|  | "Huaxiapterus" corollatus |
|  |                           |

|  | Caiuajara     |
|  |               |
|  | Europejara    |
|  |               |
|  | Tapejara      |
|  |               |
|  | Tupandactylus |
|  |               |

|  | Eopteranodon              |
|  |                           |
|  | Sinopterus                |
|  |                           |
|  | "Huaxiapterus" benxiensis |
|  |                           |
|  | "Huaxiapterus" corollatus |
|  |                           |

|  | Caiuajara     |
|  |               |
|  | Europejara    |
|  |               |
|  | Tapejara      |
|  |               |
|  | Tupandactylus |
|  |               |

|  | Eopteranodon              |
|  |                           |
|  | Sinopterus                |
|  |                           |
|  | "Huaxiapterus" benxiensis |
|  |                           |
|  | "Huaxiapterus" corollatus |
|  |                           |

|  | Caiuajara     |
|  |               |
|  | Europejara    |
|  |               |
|  | Tapejara      |
|  |               |
|  | Tupandactylus |
|  |               |

|  | Eopteranodon              |
|  |                           |
|  | Sinopterus                |
|  |                           |
|  | "Huaxiapterus" benxiensis |
|  |                           |
|  | "Huaxiapterus" corollatus |
|  |                           |

|  | Caiuajara     |
|  |               |
|  | Europejara    |
|  |               |
|  | Tapejara      |
|  |               |
|  | Tupandactylus |
|  |               |

|  | Eopteranodon              |
|  |                           |
|  | Sinopterus                |
|  |                           |
|  | "Huaxiapterus" benxiensis |
|  |                           |
|  | "Huaxiapterus" corollatus |
|  |                           |

|  | Caiuajara     |
|  |               |
|  | Europejara    |
|  |               |
|  | Tapejara      |
|  |               |
|  | Tupandactylus |
|  |               |

|  | Eopteranodon              |
|  |                           |
|  | Sinopterus                |
|  |                           |
|  | "Huaxiapterus" benxiensis |
|  |                           |
|  | "Huaxiapterus" corollatus |
|  |                           |

|  | Caiuajara     |
|  |               |
|  | Europejara    |
|  |               |
|  | Tapejara      |
|  |               |
|  | Tupandactylus |
|  |               |

|  | Eopteranodon              |
|  |                           |
|  | Sinopterus                |
|  |                           |
|  | "Huaxiapterus" benxiensis |
|  |                           |
|  | "Huaxiapterus" corollatus |
|  |                           |

|  | Caiuajara     |
|  |               |
|  | Europejara    |
|  |               |
|  | Tapejara      |
|  |               |
|  | Tupandactylus |
|  |               |

|  | Thalassodromeus |
|  |                 |
|  | Tupuxuara       |
|  |                 |

|  | Eopteranodon              |
|  |                           |
|  | Sinopterus                |
|  |                           |
|  | "Huaxiapterus" benxiensis |
|  |                           |
|  | "Huaxiapterus" corollatus |
|  |                           |

|  | Caiuajara     |
|  |               |
|  | Europejara    |
|  |               |
|  | Tapejara      |
|  |               |
|  | Tupandactylus |
|  |               |

|  | Eopteranodon              |
|  |                           |
|  | Sinopterus                |
|  |                           |
|  | "Huaxiapterus" benxiensis |
|  |                           |
|  | "Huaxiapterus" corollatus |
|  |                           |

|  | Caiuajara     |
|  |               |
|  | Europejara    |
|  |               |
|  | Tapejara      |
|  |               |
|  | Tupandactylus |
|  |               |

|  | Eopteranodon              |
|  |                           |
|  | Sinopterus                |
|  |                           |
|  | "Huaxiapterus" benxiensis |
|  |                           |
|  | "Huaxiapterus" corollatus |
|  |                           |

|  | Caiuajara     |
|  |               |
|  | Europejara    |
|  |               |
|  | Tapejara      |
|  |               |
|  | Tupandactylus |
|  |               |

|  | Eopteranodon              |
|  |                           |
|  | Sinopterus                |
|  |                           |
|  | "Huaxiapterus" benxiensis |
|  |                           |
|  | "Huaxiapterus" corollatus |
|  |                           |

|  | Caiuajara     |
|  |               |
|  | Europejara    |
|  |               |
|  | Tapejara      |
|  |               |
|  | Tupandactylus |
|  |               |

|  | Eopteranodon              |
|  |                           |
|  | Sinopterus                |
|  |                           |
|  | "Huaxiapterus" benxiensis |
|  |                           |
|  | "Huaxiapterus" corollatus |
|  |                           |

|  | Caiuajara     |
|  |               |
|  | Europejara    |
|  |               |
|  | Tapejara      |
|  |               |
|  | Tupandactylus |
|  |               |

|  | Eopteranodon              |
|  |                           |
|  | Sinopterus                |
|  |                           |
|  | "Huaxiapterus" benxiensis |
|  |                           |
|  | "Huaxiapterus" corollatus |
|  |                           |

|  | Caiuajara     |
|  |               |
|  | Europejara    |
|  |               |
|  | Tapejara      |
|  |               |
|  | Tupandactylus |
|  |               |

|  | Eopteranodon              |
|  |                           |
|  | Sinopterus                |
|  |                           |
|  | "Huaxiapterus" benxiensis |
|  |                           |
|  | "Huaxiapterus" corollatus |
|  |                           |

|  | Caiuajara     |
|  |               |
|  | Europejara    |
|  |               |
|  | Tapejara      |
|  |               |
|  | Tupandactylus |
|  |               |

|  | Eopteranodon              |
|  |                           |
|  | Sinopterus                |
|  |                           |
|  | "Huaxiapterus" benxiensis |
|  |                           |
|  | "Huaxiapterus" corollatus |
|  |                           |

|  | Caiuajara     |
|  |               |
|  | Europejara    |
|  |               |
|  | Tapejara      |
|  |               |
|  | Tupandactylus |
|  |               |

|  | Azhdarchidae      |
|  |                   |
|  | Chaoyangopteridae |
|  |                   |

|  | Thalassodromeus |
|  |                 |
|  | Tupuxuara       |
|  |                 |

|  | Eopteranodon              |
|  |                           |
|  | Sinopterus                |
|  |                           |
|  | "Huaxiapterus" benxiensis |
|  |                           |
|  | "Huaxiapterus" corollatus |
|  |                           |

|  | Caiuajara     |
|  |               |
|  | Europejara    |
|  |               |
|  | Tapejara      |
|  |               |
|  | Tupandactylus |
|  |               |

|  | Eopteranodon              |
|  |                           |
|  | Sinopterus                |
|  |                           |
|  | "Huaxiapterus" benxiensis |
|  |                           |
|  | "Huaxiapterus" corollatus |
|  |                           |

|  | Caiuajara     |
|  |               |
|  | Europejara    |
|  |               |
|  | Tapejara      |
|  |               |
|  | Tupandactylus |
|  |               |

|  | Eopteranodon              |
|  |                           |
|  | Sinopterus                |
|  |                           |
|  | "Huaxiapterus" benxiensis |
|  |                           |
|  | "Huaxiapterus" corollatus |
|  |                           |

|  | Caiuajara     |
|  |               |
|  | Europejara    |
|  |               |
|  | Tapejara      |
|  |               |
|  | Tupandactylus |
|  |               |

|  | Eopteranodon              |
|  |                           |
|  | Sinopterus                |
|  |                           |
|  | "Huaxiapterus" benxiensis |
|  |                           |
|  | "Huaxiapterus" corollatus |
|  |                           |

|  | Caiuajara     |
|  |               |
|  | Europejara    |
|  |               |
|  | Tapejara      |
|  |               |
|  | Tupandactylus |
|  |               |

|  | Eopteranodon              |
|  |                           |
|  | Sinopterus                |
|  |                           |
|  | "Huaxiapterus" benxiensis |
|  |                           |
|  | "Huaxiapterus" corollatus |
|  |                           |

|  | Caiuajara     |
|  |               |
|  | Europejara    |
|  |               |
|  | Tapejara      |
|  |               |
|  | Tupandactylus |
|  |               |

|  | Eopteranodon              |
|  |                           |
|  | Sinopterus                |
|  |                           |
|  | "Huaxiapterus" benxiensis |
|  |                           |
|  | "Huaxiapterus" corollatus |
|  |                           |

|  | Caiuajara     |
|  |               |
|  | Europejara    |
|  |               |
|  | Tapejara      |
|  |               |
|  | Tupandactylus |
|  |               |

|  | Eopteranodon              |
|  |                           |
|  | Sinopterus                |
|  |                           |
|  | "Huaxiapterus" benxiensis |
|  |                           |
|  | "Huaxiapterus" corollatus |
|  |                           |

|  | Caiuajara     |
|  |               |
|  | Europejara    |
|  |               |
|  | Tapejara      |
|  |               |
|  | Tupandactylus |
|  |               |

|  | Eopteranodon              |
|  |                           |
|  | Sinopterus                |
|  |                           |
|  | "Huaxiapterus" benxiensis |
|  |                           |
|  | "Huaxiapterus" corollatus |
|  |                           |

|  | Caiuajara     |
|  |               |
|  | Europejara    |
|  |               |
|  | Tapejara      |
|  |               |
|  | Tupandactylus |
|  |               |

|  | Thalassodromeus |
|  |                 |
|  | Tupuxuara       |
|  |                 |

|  | Eopteranodon              |
|  |                           |
|  | Sinopterus                |
|  |                           |
|  | "Huaxiapterus" benxiensis |
|  |                           |
|  | "Huaxiapterus" corollatus |
|  |                           |

|  | Caiuajara     |
|  |               |
|  | Europejara    |
|  |               |
|  | Tapejara      |
|  |               |
|  | Tupandactylus |
|  |               |

|  | Eopteranodon              |
|  |                           |
|  | Sinopterus                |
|  |                           |
|  | "Huaxiapterus" benxiensis |
|  |                           |
|  | "Huaxiapterus" corollatus |
|  |                           |

|  | Caiuajara     |
|  |               |
|  | Europejara    |
|  |               |
|  | Tapejara      |
|  |               |
|  | Tupandactylus |
|  |               |

|  | Eopteranodon              |
|  |                           |
|  | Sinopterus                |
|  |                           |
|  | "Huaxiapterus" benxiensis |
|  |                           |
|  | "Huaxiapterus" corollatus |
|  |                           |

|  | Caiuajara     |
|  |               |
|  | Europejara    |
|  |               |
|  | Tapejara      |
|  |               |
|  | Tupandactylus |
|  |               |

|  | Eopteranodon              |
|  |                           |
|  | Sinopterus                |
|  |                           |
|  | "Huaxiapterus" benxiensis |
|  |                           |
|  | "Huaxiapterus" corollatus |
|  |                           |

|  | Caiuajara     |
|  |               |
|  | Europejara    |
|  |               |
|  | Tapejara      |
|  |               |
|  | Tupandactylus |
|  |               |

|  | Eopteranodon              |
|  |                           |
|  | Sinopterus                |
|  |                           |
|  | "Huaxiapterus" benxiensis |
|  |                           |
|  | "Huaxiapterus" corollatus |
|  |                           |

|  | Caiuajara     |
|  |               |
|  | Europejara    |
|  |               |
|  | Tapejara      |
|  |               |
|  | Tupandactylus |
|  |               |

|  | Eopteranodon              |
|  |                           |
|  | Sinopterus                |
|  |                           |
|  | "Huaxiapterus" benxiensis |
|  |                           |
|  | "Huaxiapterus" corollatus |
|  |                           |

|  | Caiuajara     |
|  |               |
|  | Europejara    |
|  |               |
|  | Tapejara      |
|  |               |
|  | Tupandactylus |
|  |               |

|  | Eopteranodon              |
|  |                           |
|  | Sinopterus                |
|  |                           |
|  | "Huaxiapterus" benxiensis |
|  |                           |
|  | "Huaxiapterus" corollatus |
|  |                           |

|  | Caiuajara     |
|  |               |
|  | Europejara    |
|  |               |
|  | Tapejara      |
|  |               |
|  | Tupandactylus |
|  |               |

|  | Eopteranodon              |
|  |                           |
|  | Sinopterus                |
|  |                           |
|  | "Huaxiapterus" benxiensis |
|  |                           |
|  | "Huaxiapterus" corollatus |
|  |                           |

|  | Caiuajara     |
|  |               |
|  | Europejara    |
|  |               |
|  | Tapejara      |
|  |               |
|  | Tupandactylus |
|  |               |

|  | Thalassodromeus |
|  |                 |
|  | Tupuxuara       |
|  |                 |

|  | Eopteranodon              |
|  |                           |
|  | Sinopterus                |
|  |                           |
|  | "Huaxiapterus" benxiensis |
|  |                           |
|  | "Huaxiapterus" corollatus |
|  |                           |

|  | Caiuajara     |
|  |               |
|  | Europejara    |
|  |               |
|  | Tapejara      |
|  |               |
|  | Tupandactylus |
|  |               |

|  | Eopteranodon              |
|  |                           |
|  | Sinopterus                |
|  |                           |
|  | "Huaxiapterus" benxiensis |
|  |                           |
|  | "Huaxiapterus" corollatus |
|  |                           |

|  | Caiuajara     |
|  |               |
|  | Europejara    |
|  |               |
|  | Tapejara      |
|  |               |
|  | Tupandactylus |
|  |               |

|  | Eopteranodon              |
|  |                           |
|  | Sinopterus                |
|  |                           |
|  | "Huaxiapterus" benxiensis |
|  |                           |
|  | "Huaxiapterus" corollatus |
|  |                           |

|  | Caiuajara     |
|  |               |
|  | Europejara    |
|  |               |
|  | Tapejara      |
|  |               |
|  | Tupandactylus |
|  |               |

|  | Eopteranodon              |
|  |                           |
|  | Sinopterus                |
|  |                           |
|  | "Huaxiapterus" benxiensis |
|  |                           |
|  | "Huaxiapterus" corollatus |
|  |                           |

|  | Caiuajara     |
|  |               |
|  | Europejara    |
|  |               |
|  | Tapejara      |
|  |               |
|  | Tupandactylus |
|  |               |

|  | Eopteranodon              |
|  |                           |
|  | Sinopterus                |
|  |                           |
|  | "Huaxiapterus" benxiensis |
|  |                           |
|  | "Huaxiapterus" corollatus |
|  |                           |

|  | Caiuajara     |
|  |               |
|  | Europejara    |
|  |               |
|  | Tapejara      |
|  |               |
|  | Tupandactylus |
|  |               |

|  | Eopteranodon              |
|  |                           |
|  | Sinopterus                |
|  |                           |
|  | "Huaxiapterus" benxiensis |
|  |                           |
|  | "Huaxiapterus" corollatus |
|  |                           |

|  | Caiuajara     |
|  |               |
|  | Europejara    |
|  |               |
|  | Tapejara      |
|  |               |
|  | Tupandactylus |
|  |               |

|  | Eopteranodon              |
|  |                           |
|  | Sinopterus                |
|  |                           |
|  | "Huaxiapterus" benxiensis |
|  |                           |
|  | "Huaxiapterus" corollatus |
|  |                           |

|  | Caiuajara     |
|  |               |
|  | Europejara    |
|  |               |
|  | Tapejara      |
|  |               |
|  | Tupandactylus |
|  |               |

|  | Eopteranodon              |
|  |                           |
|  | Sinopterus                |
|  |                           |
|  | "Huaxiapterus" benxiensis |
|  |                           |
|  | "Huaxiapterus" corollatus |
|  |                           |

|  | Caiuajara     |
|  |               |
|  | Europejara    |
|  |               |
|  | Tapejara      |
|  |               |
|  | Tupandactylus |
|  |               |

|  | Thalassodromeus |
|  |                 |
|  | Tupuxuara       |
|  |                 |

|  | Eopteranodon              |
|  |                           |
|  | Sinopterus                |
|  |                           |
|  | "Huaxiapterus" benxiensis |
|  |                           |
|  | "Huaxiapterus" corollatus |
|  |                           |

|  | Caiuajara     |
|  |               |
|  | Europejara    |
|  |               |
|  | Tapejara      |
|  |               |
|  | Tupandactylus |
|  |               |

|  | Eopteranodon              |
|  |                           |
|  | Sinopterus                |
|  |                           |
|  | "Huaxiapterus" benxiensis |
|  |                           |
|  | "Huaxiapterus" corollatus |
|  |                           |

|  | Caiuajara     |
|  |               |
|  | Europejara    |
|  |               |
|  | Tapejara      |
|  |               |
|  | Tupandactylus |
|  |               |

|  | Eopteranodon              |
|  |                           |
|  | Sinopterus                |
|  |                           |
|  | "Huaxiapterus" benxiensis |
|  |                           |
|  | "Huaxiapterus" corollatus |
|  |                           |

|  | Caiuajara     |
|  |               |
|  | Europejara    |
|  |               |
|  | Tapejara      |
|  |               |
|  | Tupandactylus |
|  |               |

|  | Eopteranodon              |
|  |                           |
|  | Sinopterus                |
|  |                           |
|  | "Huaxiapterus" benxiensis |
|  |                           |
|  | "Huaxiapterus" corollatus |
|  |                           |

|  | Caiuajara     |
|  |               |
|  | Europejara    |
|  |               |
|  | Tapejara      |
|  |               |
|  | Tupandactylus |
|  |               |

|  | Eopteranodon              |
|  |                           |
|  | Sinopterus                |
|  |                           |
|  | "Huaxiapterus" benxiensis |
|  |                           |
|  | "Huaxiapterus" corollatus |
|  |                           |

|  | Caiuajara     |
|  |               |
|  | Europejara    |
|  |               |
|  | Tapejara      |
|  |               |
|  | Tupandactylus |
|  |               |

|  | Eopteranodon              |
|  |                           |
|  | Sinopterus                |
|  |                           |
|  | "Huaxiapterus" benxiensis |
|  |                           |
|  | "Huaxiapterus" corollatus |
|  |                           |

|  | Caiuajara     |
|  |               |
|  | Europejara    |
|  |               |
|  | Tapejara      |
|  |               |
|  | Tupandactylus |
|  |               |

|  | Eopteranodon              |
|  |                           |
|  | Sinopterus                |
|  |                           |
|  | "Huaxiapterus" benxiensis |
|  |                           |
|  | "Huaxiapterus" corollatus |
|  |                           |

|  | Caiuajara     |
|  |               |
|  | Europejara    |
|  |               |
|  | Tapejara      |
|  |               |
|  | Tupandactylus |
|  |               |

|  | Eopteranodon              |
|  |                           |
|  | Sinopterus                |
|  |                           |
|  | "Huaxiapterus" benxiensis |
|  |                           |
|  | "Huaxiapterus" corollatus |
|  |                           |

|  | Caiuajara     |
|  |               |
|  | Europejara    |
|  |               |
|  | Tapejara      |
|  |               |
|  | Tupandactylus |
|  |               |

## Paleoecología
Los fósiles de Keresdrakon fueron hallados en asociación directa con el tapejárido Caiuajara y el terópodo noasáurido Vespersaurus, confirmando que las tres especies eran simpátricas. Entre los hallazgos de pterosaurios, esta es la primera evidencia directa de simpatría, es decir, de asociación directa en lugar de deducirse su coexistencia por compartir la misma unidad estratigráfica. De los tres taxones presentes en las capas con huesos, Caiuajara es el más común, y Keresdrakon es el más raro. Es posible que el lagarto Gueragama fuera también parte de esta paleocomunidad. Los datos sedimentológicos indican que el ambiente en la Formación Goio-Erê Formation era un desierto, y el rostro similar al de los azdárquidos de Keresdrakon implica que puede haber sido un depredador oportunista en ese ambiente.

## Galería

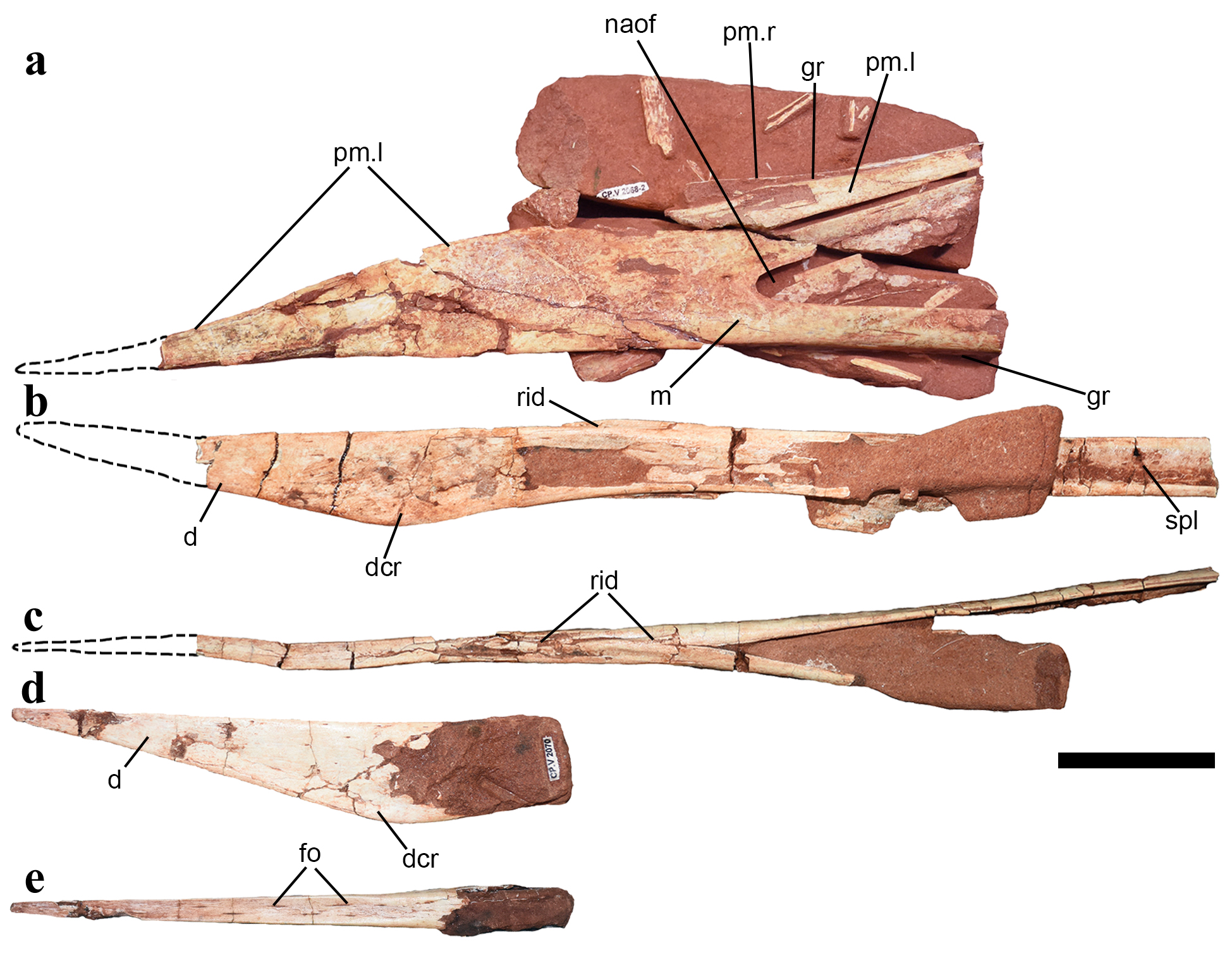
Fragmentos craneanos
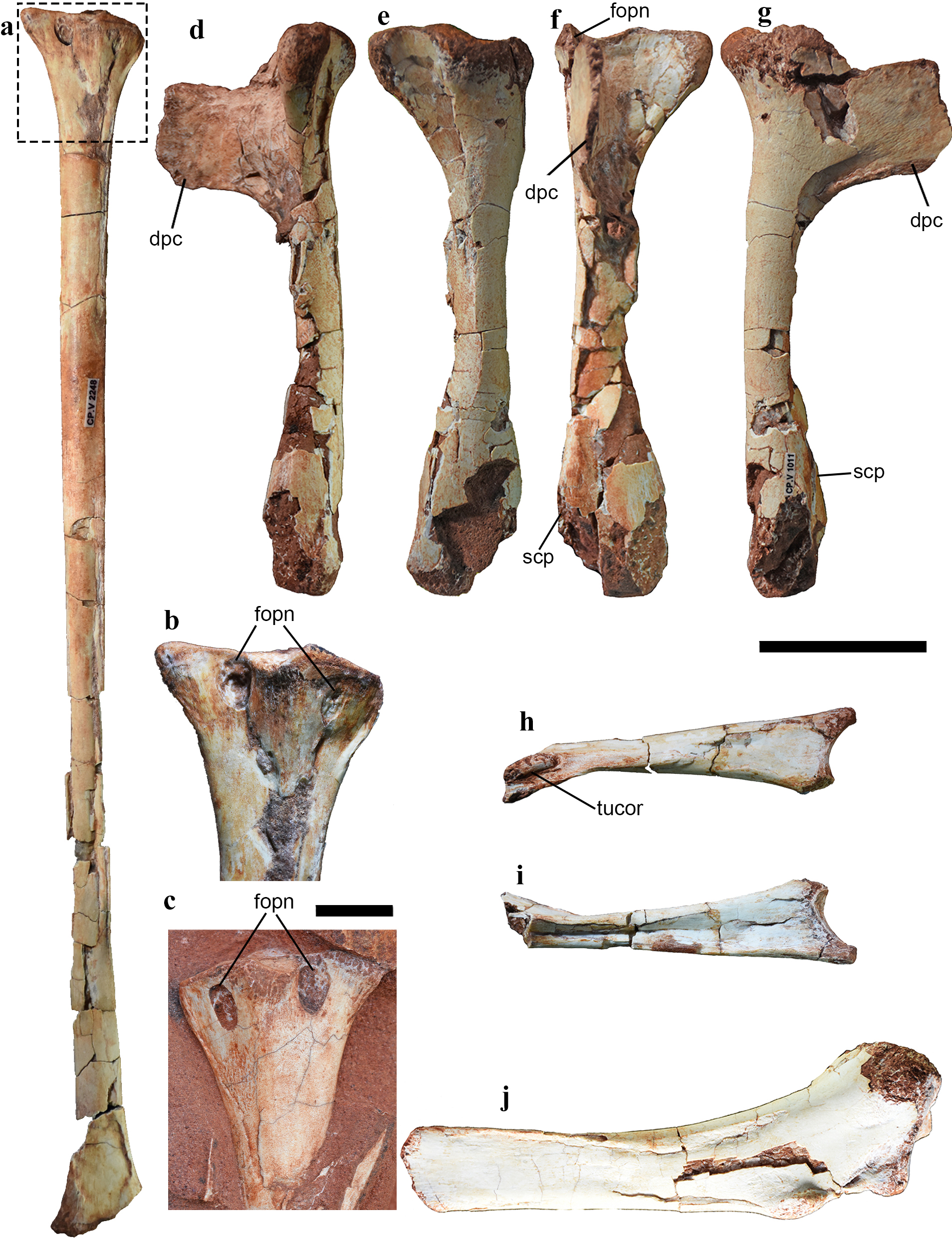
Fósiles de las extremidades anteriores
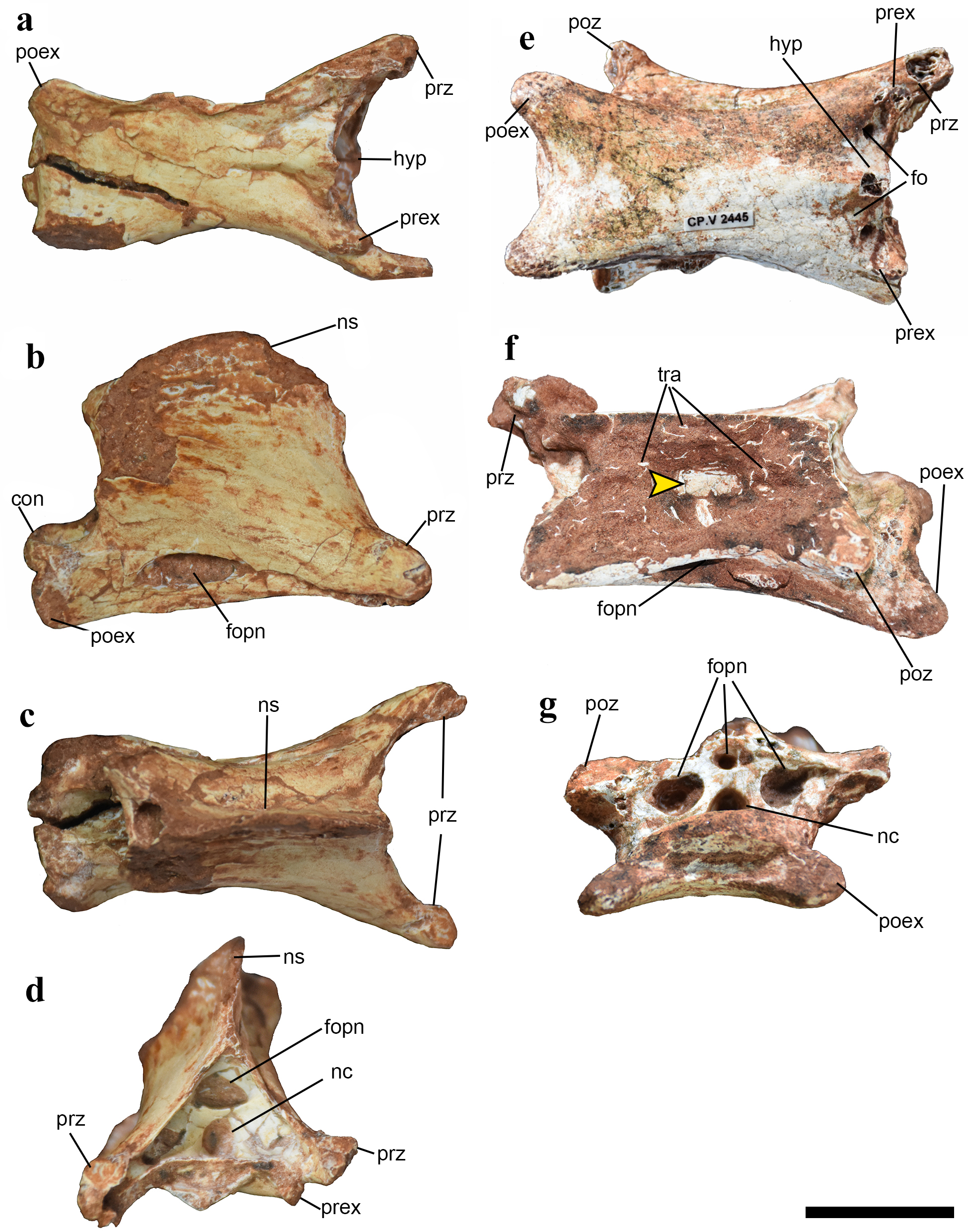
Vértebras cervicales
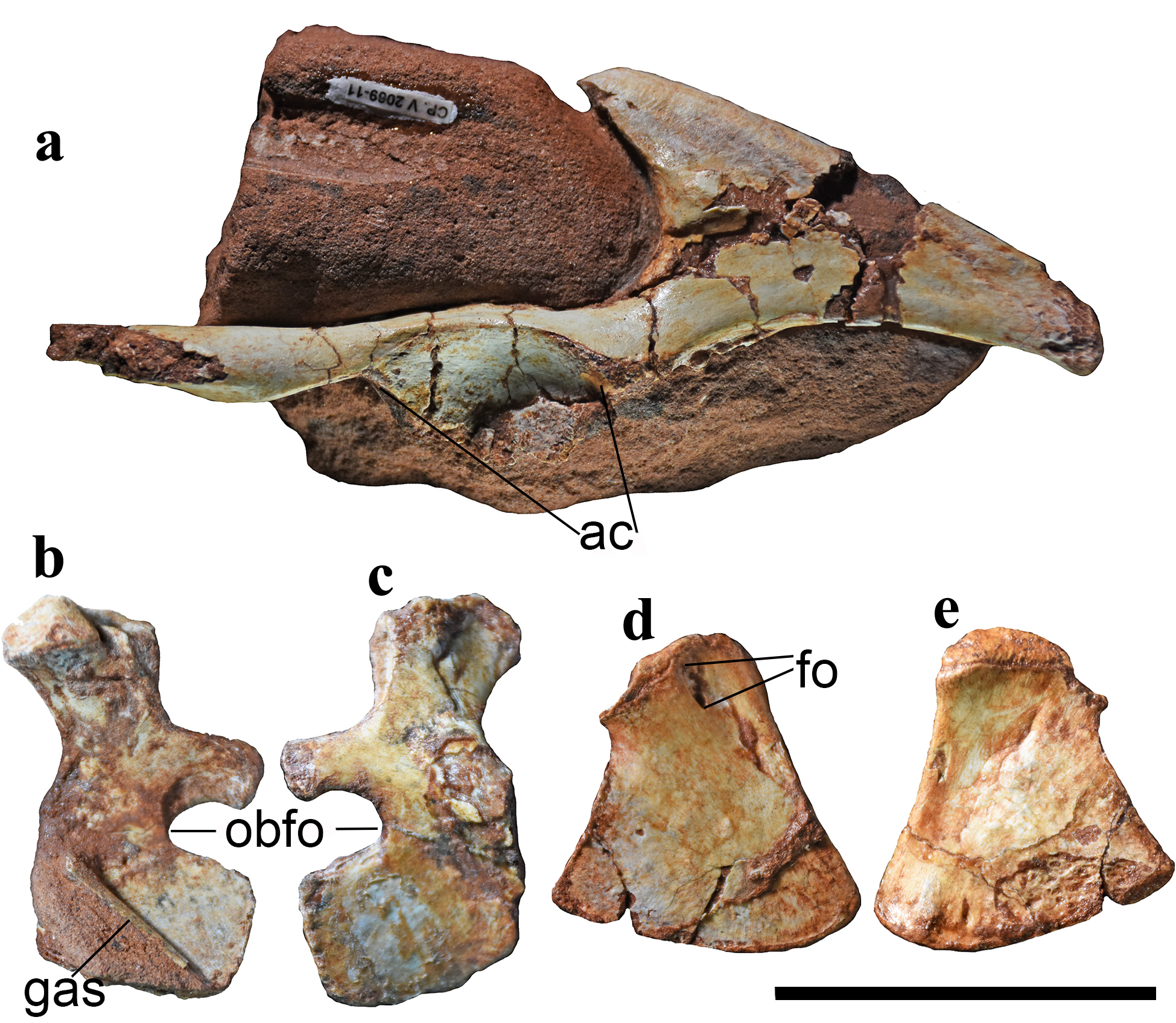
Fragmentos de la cadera
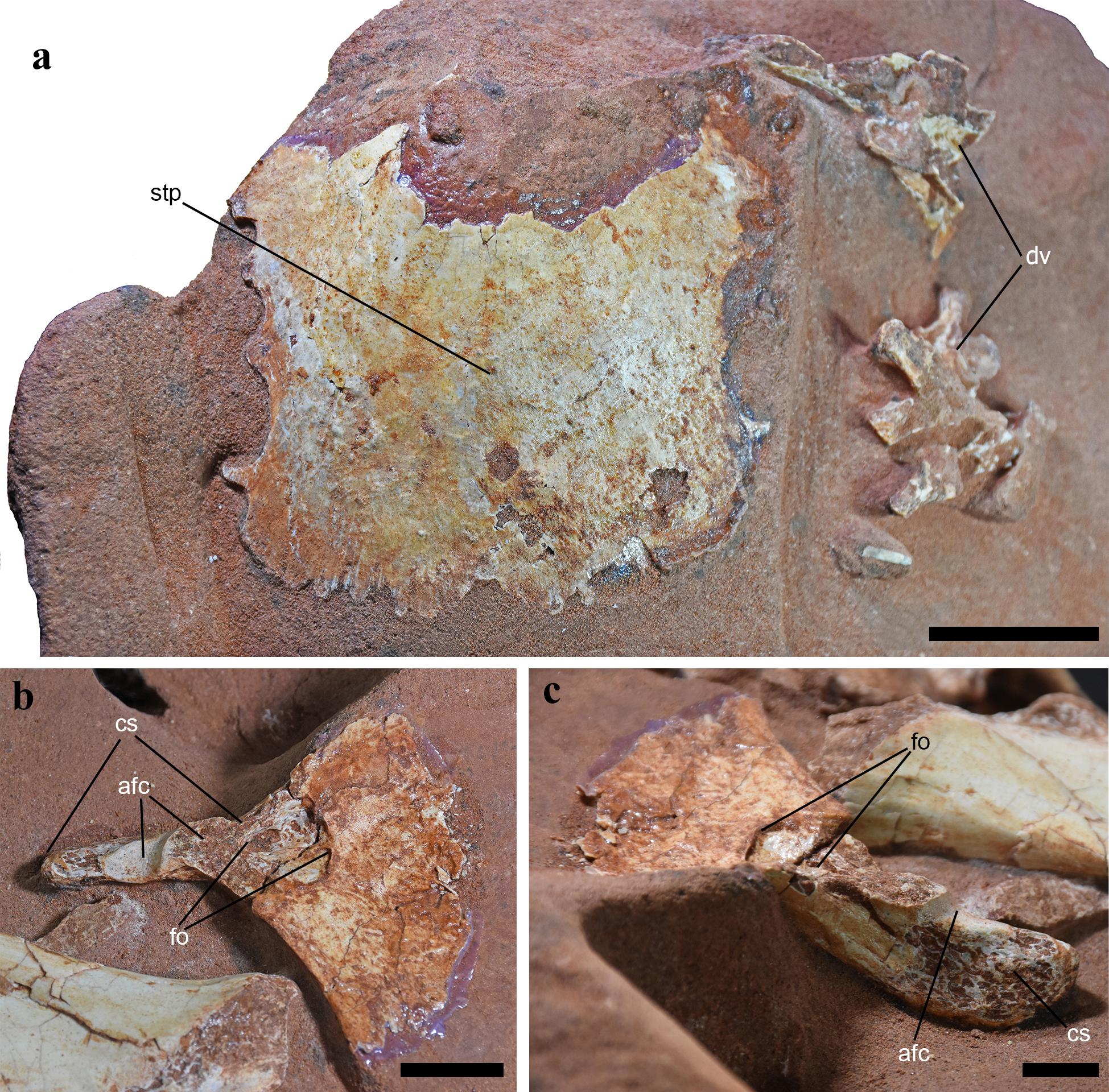
Esternón